# Primaires présidentielles du Parti démocrate américain de 2024
Des primaires et des caucus sont organisés par le Parti démocrate afin de déterminer le candidat démocrate à la présidence de l'élection présidentielle américaine de 2024.
Le président des États-Unis sortant, Joe Biden, est candidat à sa réélection avec la vice-présidente sortante Kamala Harris comme colistière. Biden conserve une avance significative dans les sondages, et aucun président sortant n'a perdu sa nomination depuis 1884. Cependant, alors que Biden a exprimé à plusieurs reprises son intention de se présenter aux élections depuis 2021, des spéculations circulent selon lesquelles il pourrait ne pas se faire réélire en raison de son âge et de sa faible cote de popularité.
Quatre principaux opposants émergent : l'auteure Marianne Williamson, l'avocat Robert Francis Kennedy Jr., le représentant Dean Phillips et l'homme d'affaires Jason Palmer (en). Kennedy se retire en octobre 2023 pour se présenter comme candidat indépendant ; Williamson suspend sa campagne après la primaire du Nevada en février 2024, avant de reprendre sa campagne après la primaire du Michigan plus tard ce mois-là.
Malgré sa victoire aux primaires en sécurisant la quasi totalité des délégués, Joe Biden renonce à sa candidature le 21 juillet 2024, moins d'un mois avant la convention démocrate, et soutient son ancienne colistière, la vice-présidente Kamala Harris. C'est la première fois dans l'histoire des États-Unis qu'un président sortant et sur le point d'être investi par son mouvement politique prend une telle décision. Le 2 août suivant, le Parti démocrate annonce que Kamala Harris a obtenu la majorité de votes des délégués, s'assurant de devenir la candidate du parti à l'élection présidentielle.
Kamala Harris perd l'élection présidentielle en novembre 2024 avec la victoire de Donald Trump. Les analystes ainsi que Nancy Pelosi indiquent que la décision de ne pas tenir de primaires ouvertes, couplée au renoncement tardif de Joe Biden, explique en partie la défaite,.